# 小行星1843
小行星1843（1843 Jarmila）是一颗围绕太阳公转的小行星。1972年1月14日，盧波什·科胡特克在汉堡发现了此天体。
該小行星以科胡特克的母親賈米拉·科胡特科娃（Jarmila Kohoutkova）命名。
这颗小行星的绝对星等为31.50792736619951等。